# Langstaartmiervogel
De langstaartmiervogel (Drymophila caudata) is een zangvogel uit de familie Thamnophilidae (miervogels).

## Verspreiding en leefgebied
Deze soort is endemisch in de oostelijke Andes van Colombia (Santander zuidelijk tot Caquetá en Huila).

## Status
De grootte van de populatie is in 2023 geschat op 3000-6700 volwassen vogels. Op de Rode lijst van de IUCN heeft deze soort de status niet bedreigd.